# Бугров, Дмитрий Витальевич
Дми́трий Вита́льевич Бугро́в (род. 19 марта 1962, Свердловск, РСФСР) — российский историк, ректор УрГУ им. А. М. Горького (с 8 июня 2007 по 12 мая 2011 года); с 2011 года первый проректор УрФУ, автор 80 научных и учебно-методических публикаций.

## Биография
Родился в городе Свердловске в семье выпускников УрГУ. В 1979 году окончил среднюю школу № 9 г. Свердловска с золотой медалью. В том же году поступил на исторический факультет УрГУ, в 1984 году завершил обучение, имея диплом с отличием.

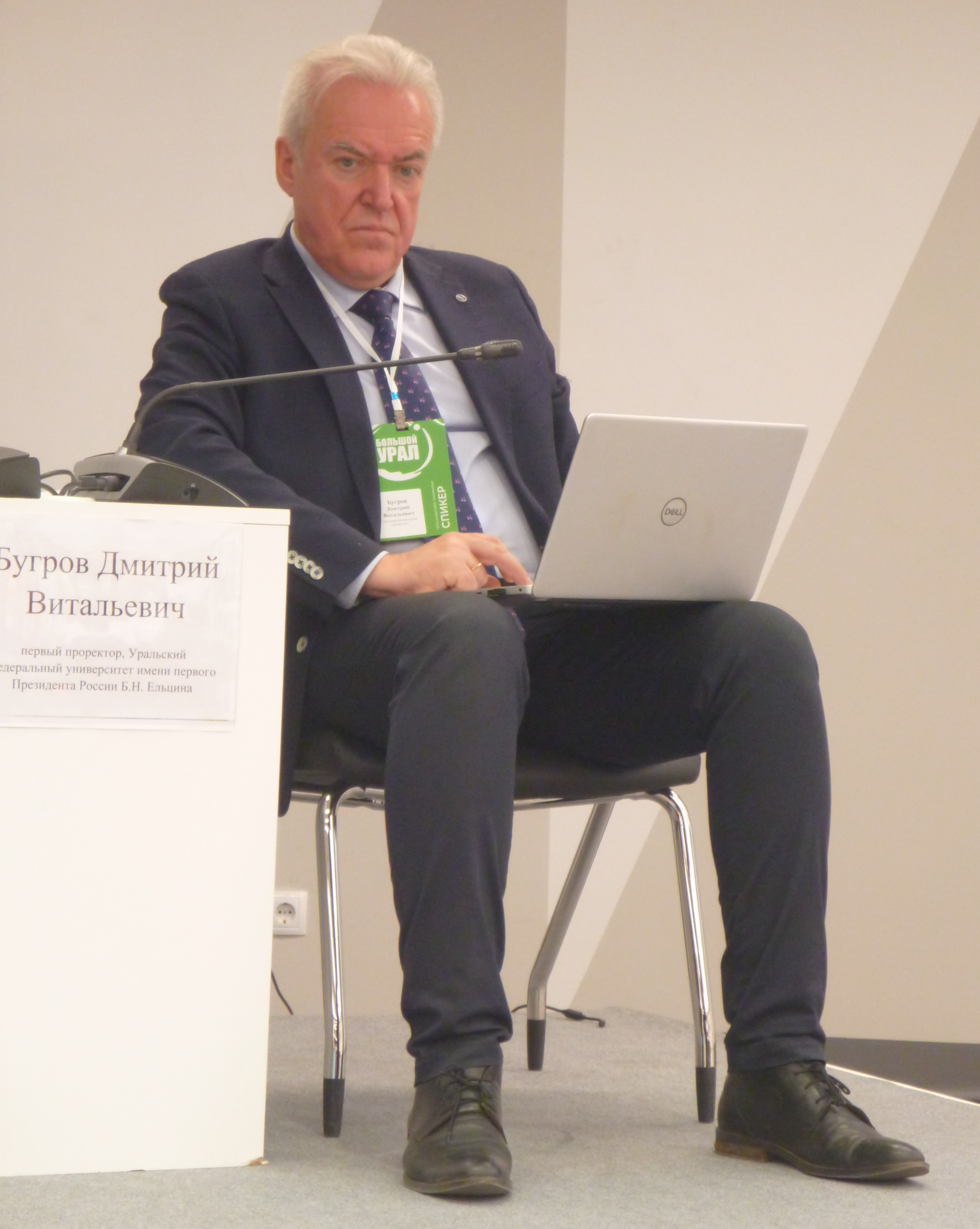
Дмитрий Бугров в качестве модератора на форуме «Большой Урал», 23 октября 2022 года

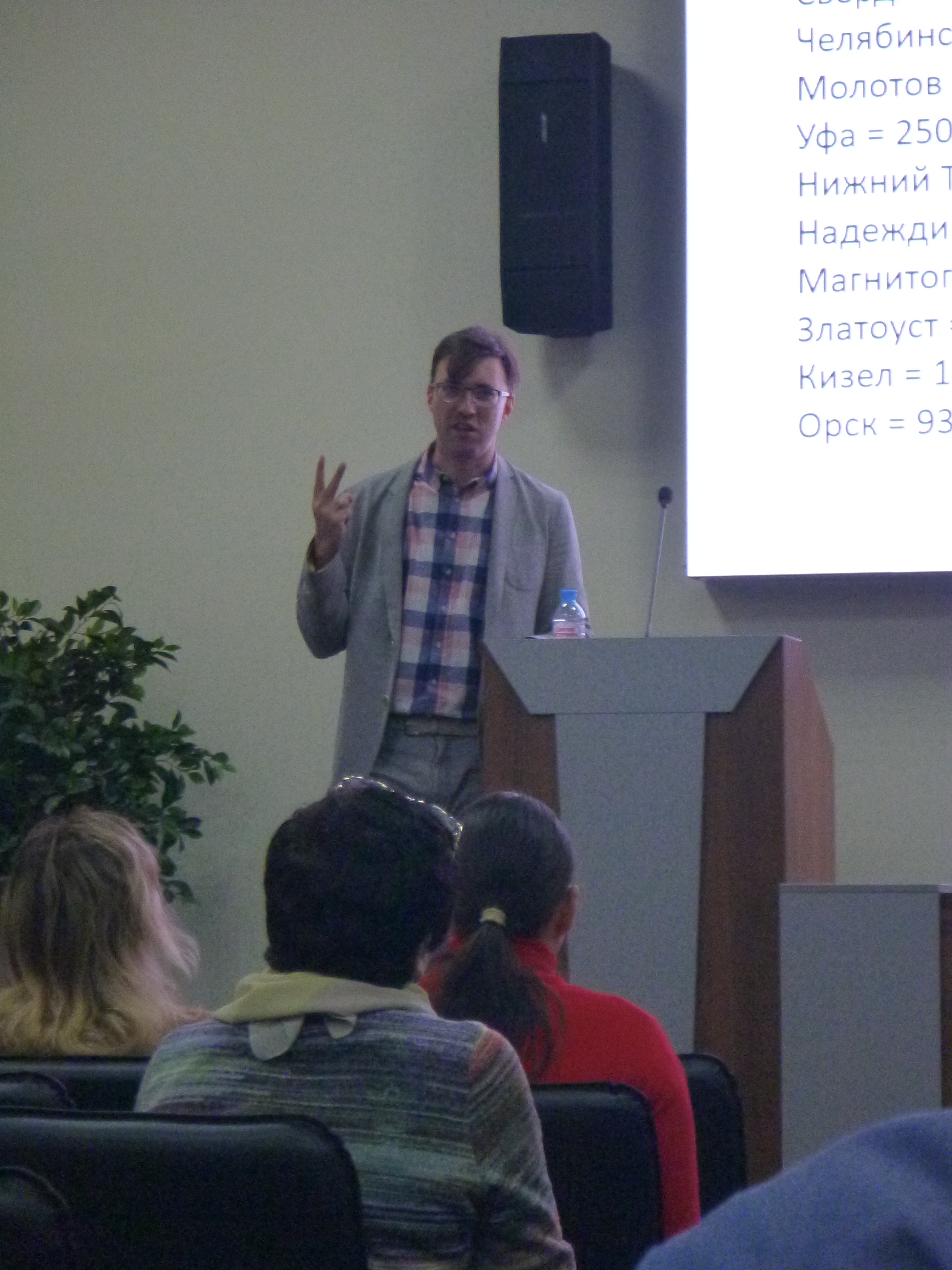
Сын Дмитрия Бугрова Константин читает лекцию, 29 августа 2019 года

С 1984 года начал работать на историческом факультете ассистентом, в 1986—1989 годах обучался в аспирантуре. Успешно защитил в 1989 году кандидатскую диссертацию под названием «Борьба большевистских организаций Урала за влияние в Советах в 1917 г.». В 1995 году  Д. В. Бугрову было присвоено учёное звание доцента. В 1991—2003 годах заведовал научно-педагогической лабораторией «Волот», «которая вносит существенный вклад в развитие регионального компонента исторического образования на Урале и в Западной Сибири, ведя разработку учебных пособий, программ, методического обеспечения преподавания курсов отечественной и региональной истории в средних и высших учебных заведениях Урало-Сибирского региона».
В 1994 году был избран деканом исторического факультета, обязанности декана факультета исполнял до 2007 года. Входил в состав бюро Научно-методического совета по истории и искусствоведению Учебно-методического объединения классических университетов России. Начиная с 1999 года, Дмитрий Витальевич Бугров является членом-корреспондентом Международной гуманитарной академии «Европа — Азия», с 2003 года — членом Программного совета стратегического развития Екатеринбурга, Координационного совета по туризму при Администрации города, Уральской Ассоциации туризма. В 1997, 2001 и 2002 годах проходил стажировку в университетах Германии (Аугсбург, Мюнстер, Берлин), в 1999 году прошёл административную стажировку в Министерстве просвещения Японии.
На историческом факультете читал курсы
- «Социокультурная утопия как форма выражения общественно-политической мысли в России второй половины XVIII — первой трети XX вв.»;
- «История либерализма в России»;
- «Немарксистский революционаризм в России».

В 2001—2006 годах Д. В. Бугров заведовал кафедрой документационного и информационного обеспечения управления исторического факультета УрГУ, с лета 2004 года по апрель 2007 года являлся также проректором УрГУ по дополнительному образованию, с ноября 2006 года заведует кафедрой социально-культурного сервиса и туризма.
Депутат Екатеринбургской городской Думы IV созыва (с марта 2005 года), заместитель председателя комиссии по образованию, науке, физической культуре, спорту и молодёжной политике, член комиссии по муниципальному самоуправлению. В августе 2008 года награждён памятной медалью «285 лет со дня основания города Екатеринбурга». В 2007 году по заданию Министерства по физической культуре, спорту и туризму Свердловской области под руководством Бугрова создана Концепция развития туризма на Среднем Урале, где уделено много внимания анализу и оценке туристского потенциала Екатеринбурга.

26 апреля 2007 года был избран ректором Уральского государственного университета им. А. М. Горького, 8 июня 2007 года утверждён в этой должности Федеральным агентством по образованию.
12 мая 2011 года назначен первым проректором Уральского федерального университета имени первого Президента России Б. Н. Ельцина. В круг обязанностей Д.В. Бугрова входит руководство созданным на базе УрГУ Центром классического образования УрФУ. Был директором Института гуманитарных наук и искусств УрФУ.
Почётный работник высшего профессионального образования Российской Федерации (2002).

## Семья
Отец — редактор фантастики Виталий Бугров, мать — Бугрова Наталья Григорьевна.

Женат на Бугровой Надежде Владимировне, выпускнице и преподавателе исторического факультета УрГУ. Дети — Екатерина и Константин, доктор исторических наук.